# 下村愛
下村 愛（しもむら あい、1982年9月2日 - ）は、日本の女優、元AV女優、タレント。
鹿児島県出身。本名は同じ（2015年6月1日の芸名改名時に発表。ただし、それ以前にも、下の本名は愛であることは発表されていた）。旧芸名は、穂花（ほのか）。

## 略歴
- 2003年12月9日発売の写真誌『ZaVaDa（ザバダ）』（BOMB増刊）創刊号（2004年1月号）において、現役ナースの触れ込みでグラビアデビュー（タイトルは「現役ナース、決意の初脱ぎ!!」）。当時は芸名が無く、同誌において公募を行った。
- 2004年4月22日発売の『ZaVaDa』第2号（2004年6月号）にて、芸名「穂花」を発表。4月27日にヌード写真集『ほのか 白脱衣の天使』を発売。8月6日、セクシアより発売の『Virgin SexiA 蕾〜つぼみ』AVデビュー。
- 2005年、2006年連続で雑誌『ビデオボーイ』でナイスボディ賞を受賞。
- 2007年3月15日に日本アダルト放送大賞2007年度女優大賞受賞。
- 2008年、AVGP2009メインサポーターを萩原流行とともに務める。同年12月、AVやグラビアから年内で引退することを発表[2]。
- 2010年1月、自叙伝『籠』を出稿。
- 2015年6月1日、自身のfacebookで芸名を本名の「下村愛」に変更したことを発表[1]。

### 所属事務所
- TIARA（有限会社ティアラ。AV女優時代に所属）
- 株式会社グランドスラム（2009年頃より所属[3]）

### プロフィールの変化
プロフィール上の出身地や生年月日については、デビューした頃から、何度か変えている。
出身地は、当初北海道としていた（外部リンクの2006年当時のプロフィールも参照）が、2008年8月頃より鹿児島県としている。2008年8月に初めて北海道でイベントを行った際、プロフィール上の嘘であったことを明かすとともにファンへ向け謝罪している。
生年月日は、デビューした頃は1985年6月20日としていた。その後、1983年6月20日 に変え、2011年頃からは1982年9月2日としている。
X-CITYでは、デビュー当時から一貫して北海道出身・1985年6月20日生まれとしている。

## 経歴

### 生い立ち
1982年9月2日、鹿児島県に生まれる。1歳から3歳にかけ、先天性の難病を患っていた兄の看病にあたっていた両親のもとを離れ、宮崎県の親戚のもとに預けられた。2歳の時に兄が他界し、間もなく両親が離婚。穂花は母親に引き取られた。母親は昼夜を通して働いていたため、穂花をはじめ兄弟の面倒は母方の祖父がみていた。兄弟は穂花を含め7人いたが、穂花によると年上の兄弟とは「年が離れていたせいか会話もなく、別の生き物というか、兄弟だけど他人みたいな関係」が続き、弟だけを「私にとっての兄弟」と認識するようになった。
穂花によると、当時母親は多額の借金を抱えていた上に男性関係が激しく、消費者金融の取り立て屋とも交際していた。この人物はしばしば穂花の目の前で母親に暴力を振るい、穂花に「髪の毛を引っぱって、怒鳴り散らす姿を見ても、男の人はそれが普通なんだ」と認識させることになる（ちなみに穂花自身、AVデビュー後に「意志とは裏腹に」交際したマネージャーから激しいドメスティックバイオレンスを受けることになる。）。結局、この人物との交際が原因となって母親は祖父から絶縁された。穂花は母親に引き取られることになり、児童福祉施設に預けられた。「自分だけを見てくれる親も保護者もいない」生活を送る中で穂花は、「自我を通すよりも、自分の『居場所』を作るために、大人たちの顔色をうかがうこと」、「自分を守る手段」として「提示された環境がどんなことであろうとも順応していくこと」を身に付けたという。
幼少期、穂花は母親が交際していた消費者金融の取り立て屋によって施設から連れ出され、1年近くにわたって生活を共にしたことがある。これは実際には誘拐であり、しばらくして穂花の母親は警察に捜索願を出している。しかし穂花は、「私に対してだけは、なぜかいつも優しいイメージの人」と回顧する この人物を「お父さん」と呼んで慕っていたため、疑いを抱くことはなく、むしろ初めて味わう「24時間ずっと自分をかまってくれる人がいる」環境に喜びを覚えていたという。男の全身には刺青があり、穂花は刺青をした人間ばかりがいる銭湯に連れて行かれた。このことにより穂花は、「男の人はみんなそれが普通なんだ」という認識を抱くようになった。この生活は、接触を図ろうとした男を母親が警察に通報し、男が逮捕されたことで終わりを告げた。男は誘拐や窃盗の罪に問われ、獄死したという。母親の元へ戻った穂花は男の名前を口にすると不機嫌になる母親らに気兼ねし、やがて男の記憶を封印するようになった。穂花は2010年に発行した著書『籠』において、男との生活の記憶を「映画の『レオン』と重なる感じがある」と振り返っている。なお、男が逮捕された時、母親は警察に通報しながら現場には駆けつけないという行動をとり、その理由について穂花に「自分の身のほうが大事だと思った」と説明した。取り立て屋が逮捕された時、母親は再婚していた。母親だけでなく義父も借金を抱えていたため生活は苦しく、さらに義父から激しいドメスティックバイオレンスを受け続けた。
穂花は著書『籠』において、幼少期から15歳にかけておよそ9年にわたり、家庭内である相手から性的虐待を受けていたことを告白している。性的虐待はフェラチオおよび口内射精の強要にはじまり、強姦しようと首を絞めるといった行為にエスカレートしていった。穂花は母親に被害を打ち明けたが黙殺され、自己防衛のために「反抗期」と映る行動をとるようになった。帰宅が遅いと罰として長時間屋外に立たされる罰を利用し、わざと帰宅を遅らせるようになった。友人と遊ぶのも、「家に帰りたくないから友達といるしかない」ということが最大の動機であったという。穂花によると性的虐待を受けた経験が、芸能界への憧れを抱く原因の一つになった。

### 高校進学
家を出るという目的のため、中学卒業後は寮のある高校へ進学。規律は厳しかったが、「皮肉にも過去の生活環境で身に付いていた処世術」のおかげで大過なく過ごせたという。この時期に、家庭内では母親と義父が離婚する話が持ち上がり、母親は家を出た。このことが原因でストレスをため込んだ穂花はリストカットをするようになった。穂花によると、腕をカッターナイフで切ると「不思議な安堵感」、「何かの免罪符を得られたような感覚」が得られたという。この行為は間もなく同級生に発覚し、常に付き添われるようになったことで収束した。当時の心理状態について、穂花は次のように振り返っている。

### 専攻科を退学、上京
高校卒業後、専攻科に進学。これは、仄かに抱いていた芸能界への憧れを断ち切るための選択でもあった。穂花は高校時代に奨学金の給付を受けていた がさらに専攻科でも給付を受けることとなり、それら債務を解消するために卒業後5年間の病院勤務が義務付けられることになった。穂花によると「25歳までは確実に決められたレールを歩かなきゃいけない」ことに気が滅入ったという。
専攻科入学後まもなく喫煙が発覚し、謹慎処分が科された。学校からは反省文の提出を求められたが、義父から謹慎期間中のあらゆる家事と生活費の捻出を命じられたことで要求された量の半分しか反省文を書くことができず、奨学金給付の打ち切り、および高校入学時からの学費と寮費、およそ800万円の一括返済を求められ、退学を余儀なくされた。この時、穂花は義父から「誰かがトラックか何かに轢かれて死ねば、金が入ってくるんだけどな」という言葉を投げかけられている。穂花は真剣に自殺を考えたというが、専攻科を卒業後勤務することになっていた東京都内の病院の計らいで、その病院に勤務する代わりに専攻科の入学金を除き一括返済はしなくてもよいということになった。
2001年の夏、穂花は上京した。配属されたのは救急対応の精神科であった。穂花によると退学した経緯を知る同僚の態度は当初冷淡で、まもなく精神的に追い詰められた状態に陥りリストカットに走りそうになったが、「次にまた何かで躓いてしまったら、それこそ今度こそ死ぬしかない」という思いから持ちこたえたという。そんな中、穂花はテレビ番組のエキストラにスカウトされた。「一度は諦めた芸能界が向こうから扉を開いてくれた」と喜んだ。当時穂花は鹿児島在住の幼なじみと遠距離恋愛をしていたが、スカウトされた話を聞いた恋人が「仕事を辞めて東京へ行く」と言い出したことで、「私を束縛するために東京に来る」、奨学金返済後自由に生きようとする自分に「災いを起こしかねない男」と感じるようになり、別れを告げている。

### AV女優となる
2003年、仕事に慣れ、新しい恋人もできた穂花は、「それまでの人生で一番、年相応で一般的な幸せを感じる」生活を送っていた。そんなある日、独立したばかりの芸能事務所の社長を名乗る男からスカウトされた。穂花は警戒しつつも歌手志望であることを告げ、歌を録音したテープを送ったが、「CDデビューは無理」と告げられた。これによってスカウトの話は保留となったが、芸能界デビューをあきらめきれなかった穂花はしばらくして自ら事務所に連絡を取り、歌手以外でのデビューを相談した。穂花によるとこの時水着やグラビアでのデビューを打診され、そのことに同意したところ、事務所側は「契約成立」と告げた後、AVでのデビューを打診したという。穂花はAVの話は断ろうとしたが、なし崩しにヌードグラビアの撮影が行われ、さらにデビューするメーカーが決まったと告げられた。この段階で穂花がAVデビューを断ろうとすると、事務所の社長は次のように告げたという。
穂花によると、この時、かつておよそ800万円の奨学金の一括返還を求められた時のトラウマが甦り、「正常な思考が鈍ってしまった」という。この時のことを後日、穂花は次のように振り返っている。
穂花によると、自身には「記憶として残したくない出来事は、あたかも自分ではない人物としてとらえる方法」が身に付いており、AVの撮影には「『私』ではなく『穂花』という人格が行けばいい」と割り切ることにしたという。同時に、次のような思いを抱いたという。
初めての撮影を終えて帰宅した後、穂花は「悔しさ、自分の無力さ、いら立ち……どんな言葉でも言いつくせないやり場のない感情をどこにも吐き出すことすらできず……ひと晩中泣き続けた」という。デビュー作が発売される直前、穂花は恋人に事実を打ち明け、「私のこの人生の中に彼を巻き込むことはできない」という思いから別れを告げている。病院も、「実家に戻る」という理由で退職した。
AVデビューに際し、最低3本に出演して300万円を稼げばCDを自主製作するという話があったが、レコード会社の担当者から肉体関係を求められ拒絶したところ話は立ち消えとなった。この時、事務所の社長からは次のように告げられたという。
しかし6本目の撮影終業後、当初から12本撮影する契約が結ばれていたことが発覚。穂花は激高し、AVの仕事を辞めると告げた。この時、穂花が「残りの6本をどうするのか?」と事務所社長を問いただしたところ、「以前、私に言ったことなど忘れたように」、次のような答えが返ってきたという。
紆余曲折経て、穂花は「AV女優・穂花」のままでは終われないという心境に至り、トップ女優を目指すことを決意。2007年、日本アダルト放送大賞女優大賞を受賞した。この時、「私のAV人生はやっと終った」という喜びを感じたという。

### AV女優を引退
2008年12月、穂花はAV引退を宣言した。その際、引退までの出演作品をウィキペディアの記事を参照して数えたという。
2008年末、かつての事務所社長から次のようなメールが届いた。
この言葉について、穂花は次のように述べている。
AV引退後は女優として活動することを決めた。きっかけはAV引退前に出演した短編映画の撮影の際、監督に「穂花さんをキャスティングしてよかった」と言われたことにあるという。

## 人物

### プロフィール
- 趣味：ショッピング、散歩、ギター
- 特技：ピアノ、テニス、友人・知人のモノマネ。
- 自己分析：飽きっぽい・わがまま。
- 好きなブランド：クロエ、グッチ
- 得意料理：和食。
- 自慢のペット：犬3匹（トイプードル・ポメラニアン）。
- 目標の女優：飯島愛

## 出演

### テレビ

#### ドラマ
- 究極癒し戦隊 ヴィーナス・エンジェル（2004年2月 - 3月、テレビ東京） - アンドロイド秘書 役
- 下北GLORY DAYS（2006年4月 - 7月、テレビ東京） - 仁科なつめ 役
- 世にも奇妙な物語「部長OL」（2006年10月、フジテレビ） - 恵子 役
- クピドの悪戯 虹玉（2006年11月 - 12月、テレビ東京） - 杉本真悠子 役
- 特命係長 只野仁スペシャル '09（2009年1月3日、テレビ朝日） - 篠原エミリ 役
- 古代少女ドグちゃん（2009年10月、毎日放送） - 棟方朔美/ちちでか 役
- 傍聴マニア09〜裁判長!ここは懲役4年でどうすか〜（2009年10月29日、読売テレビ/日本テレビ） - 山田恵 役
- 太宰治短編小説集『犯人』（2010年3月25日、NHK衛星第2テレビジョン）
- それでも、生きてゆく 第8-9話（2011年8月25日・9月1日、フジテレビ） - 看護師 役
- マメシバ一郎（2011年10月 - 12月、独立UHF局） - 川崎葉子 役
- 花嫁のれん第2シリーズ （2011年、東海テレビ） - ゆかり 役
- 金曜プレステージ「女医・倉石祥子〜死の点滴〜」（2012年2月17日、フジテレビ）
- 非公認戦隊アキバレンジャー（2012年4月 - 6月、BS朝日・TOKYO MX） - マルシーナ 役
  - 非公認戦隊アキバレンジャー シーズン痛（2013年4月 - 6月、BS朝日・TOKYO MX） - マルシーナ 役[64]
- BS時代劇 陽だまりの樹 第9話（2012年6月1日、NHK BSプレミアム） - 女郎役
- モメる門には福きたる（2013年1月 -、東海テレビ） - 北村瞳 役
- おそろし〜三島屋変調百物語 第3話（2014年9月13日、NHK BSプレミアム）
- 土曜ワイド劇場「京都南署鑑識ファイル9」（2015年6月20日、テレビ朝日） - 藤倉まゆみ 役
- 警視庁捜査一課9係（2017年5月24日、テレビ朝日） - 松井理沙 役

#### バラエティ
- やりすぎコージー 夏のモンロー祭り（2005年8月20日・27日、テレビ東京）
- 今年も生だよ芸人集合 笑いっぱなし伝説
  - 2006年最も売れる吉本No.1伝説〜やりすぎておめでとう〜（2006年1月1日、テレビ東京）
  - 2007年もっとも売れる吉本No.1芸人は誰だ!?スペシャル（2007年1月1日、テレビ東京）
- ゴッドタン（2007年、テレビ東京系）キス我慢選手権
- さんま・中居の今夜も眠れない（2008年7月27日、フジテレビ）電話出演
- アリケン（2008年8月21日、28日、11月1日・2009年2月7日、7月12日、11月14日・2010年5月1日、8日、7月17日、8月7日。テレビ東京） “アリケンがしゃべり場をしたら…”進行役
- さんまのまんま（2008年11月15日、関西テレビ）鼠先輩と共演。
- ザ!世界仰天ニュース（2009年2月4日、日本テレビ）
- デルフォイの神託（鹿児島テレビ）- 月1回ゲスト

#### 情報番組ほか
情報
- アンテナ22 カラダをはった仕事を選んだ女たち（2006年5月29日、日本テレビ）

ドキュメンタリー
- ドキュメント20min. 裸になれない心（2011年6月20日、NHK）[65][66]

ドラマ・ドキュメンタリー
- NHKスペシャル 未解決事件 File.03「尼崎殺人死体遺棄事件」（2013年6月、NHK）- 谷本茉莉子の友人役（ドラマパートに出演）

### ラジオ
- 穂花の「ホントだよ」（2009年10月30日 - 2010年4月2日、TBSラジオで『Kakiiin』金曜日21時台コーナーとして放送。2010年5月10日 - 2012年6月18日、TBS RADIO podcasting954で配信）

### 映画
- テレビばかり見てると馬鹿になる（2007年6月）有紀 役
- 江戸女刑罰史〜女郎雲〜（2007年9月）
- 片腕マシンガール（2008年8月）木村スミレ 役
- デコトラの鷲5（2008年）リカ役
- ヘクトパスカル〜疼く女〜（2009年）澪役
- まだ、人間（2011年）- ルカ 役
- ヘルドライバー（2011年7月23日公開、日活、監督:西村喜廣、主演:原裕美子）
- 宇宙刑事ギャバン THE MOVIE（2012年10月20日公開、東映、監督:金田治）エリーナ秘書官 役
- 無垢の祈り（2016年、監督:亀井亨）- カオル 役[67]
- アンチポルノ（2017年1月28日監督：園子温）

- 三代目代行6  白雪 (旧 穂花2015)
- 極道の教典 第一章～第五章 美樹本の秘書 (旧 穂花 2014～2015)
- 首領の道 8、9、10話 連城恭治の女カナコ (旧 穂花 2013～2014)

### オリジナルビデオ
- ニップルズ（2006年）主演・宮島樹里 役
- 宇宙刑事 NEXT GENERATION（2014年） エリーナ秘書官 役
  - 宇宙刑事シャリバン NEXT GENERATION
  - 宇宙刑事シャイダー NEXT GENERATION

### 舞台
- 透明人間レディ（2007年）
- リビングデッド〜劇団BOOGIE★WOOGIE〜（2010年）

### PV
- MACKA-CHIN 「TAKETHISSHIT」（2006年）
- ART-SCHOOL 「SWAN DIVE」（2007年）

## 印刷メディア

### 書籍
- 小悪魔セックス（ベスト新書）（2009年1月8日、ベストセラーズ）ISBN 978-4584122136
- 体の快楽 愛のカタチ（2009年7月15日、双葉社）ISBN 978-4575153491 『週刊大衆』での連載コラム（後述参照）をまとめたもの。
- 「籠（かご）」―BIOGRAPHY OF HONOKA（2010年1月18日、主婦の友社）ISBN 978-4072705803

### 写真集
- ほのか 白脱衣の天使（2004年4月27日、学習研究社、撮影：橋本雅司）ISBN 4-0540-2427-0
- ほのか（2004年9月8日、双葉社、撮影：野村誠一）ISBN 4-5752-9725-9
- 穂花ファーストムック（バウハウスムック）（2006年1月26日、バウハウス、撮影：横山こうじ）ISBN 4-7788-0049-4
- Love Letter（2006年5月、ジーオーティー、撮影：大泉美佳）ISBN 4-8608-4494-7
- DMM増刊 穂花（2006年9月22日、ジーオーティー）
- KARAMI 36(SANWA MOOK)（2006年9月、三和出版、撮影：マキハラ ススム）ISBN 978-4776901174
- HONOKA Maximum（2007年11月、彩文館、撮影：上野勇）ISBN 4-7756-0259-4
- 茉莉花（ジャスミン）（2008年10月30日、リイド社、撮影：染瀬直人）ISBN 978-4845835553
- ANAPPLE（2010年6月30日、ジーオーティー）

### 雑誌連載
- 穂花センセイのSEX課外授業（『週刊大衆』2006年12月4日号より2008年9月29日号まで連載） - 性に関する悩み相談及び穂花自身の近況報告コーナー。
- 穂花教授のSEX研究所（『週刊大衆』2008年10月6日号から2009年6月8日号まで連載） - 上記コーナーの続編。上記コーナー時代より、AV活動していた2008年発売号まではヌード写真（バストトップ・ヘアの写っているもの）が併せて掲載されていた。

## シングル
- Baby, do you really love me?（2004年11月18日、J-President[68]）
- SEXY LOVE（2008年3月26日、マーメイドキッス/ビクターエンタテインメント）

## 成人向け作品

### アダルトビデオ
- Virgin SexiA 蕾〜つぼみ（2004年8月6日、セクシア）
- Wisper〜美（エフ）乳のささやき（2004年8月9日、セクシア）
- 誘惑の香り（2004年10月1日、セクシア）
- Fact Body（2004年10月19日、セクシア）
- 女教師の秘蜜（2004年11月19日、セクシア）
- 酷夢（2004年12月10日、セクシア）
- SexiA 裏映像集（2004年12月24日〈レンタル〉/2005年1月14日〈セル〉、セクシア） - オムニバス形式作品、他出演:瀬戸準、高井七海、美保唯、金城アンナ、仲村もも

- とびっきり（2005年3月11日、セクシア）
- RE-SEX（2005年5月13日、セクシア）
- Venus Style（2005年6月17日、宇宙企画）
- 裸体（2005年6月25日）
- マイリポート（2005年7月22日、セクシア）
- ソープの女神さま（2005年12月24日、宇宙企画）

- ふしだらな女神（2006年1月20日、セクシア）
- 猥褻MAX（2006年2月17日、宇宙企画）
- ディープインパクト 穂花セルデビュー（2006年3月7日、プレミアム）
- セル初×ギリギリモザイク（2006年3月19日、エスワン）
- 穂花がサポート アナタのオナニータイム（2006年4月7日、プレミアム）
- ギリギリモザイク SEX ON THE BEACH〜南の島でパコパコ!〜（2006年5月7日、エスワン）
- トイざますDX（2006年5月12日）
- ベストセレクション（2006年5月26日）
- プレミアム・ビューティー（2006年6月7日、プレミアム）- 共演:沙雪
- 6つのコスチュームでパコパコ!（2006年7月7日、エスワン）
- グラマラス・セックス（2006年8月7日、プレミアム）
- 妄想的特殊浴場 本指名（2006年9月7日、エスワン）
- サディスティック痴女ナース（2006年10月7日、プレミアム）
- キレイナセックス （2006年10月13日、アウトビジョン）
- ギリギリモザイク 穂花とのパコパコ新婚生活 （2006年11月7日、エスワン）
- 美乳F-cupクイーン〜穂花のセックスBEST3時間（2006年12月1日、アウトビジョン）
- 誘惑女教師（2006年12月7日、プレミアム）

- ギリギリモザイク 水着でパコパコしよっ（2007年1月7日、エスワン）
- 接吻、フェラチオ、全身リップ。穂花（2007年2月7日、プレミアム）
- ギリギリモザイク 妻みぐい ゆまと穂花との共同生活（2007年3月7日、エスワン） - 共演:麻美ゆま
- PREMIUM TICKET 06（2007年3月13日、NEO ATLAS）
- プレミアデジタルモザイク 穂花スペシャル（2007年4月7日、プレミアム）
- ハイパーギリギリモザイク 特殊浴場TSUBAKI 貸切入浴料1億円（2007年5月3日、エスワン） - 共演:蒼井そら、麻美ゆま、吉沢明歩、小川あさ美、片瀬まこ、伊沢千夏、果梨、西野翔、遥めぐみ、美優千奈、MO☆MO ※AV OPEN 2007エントリー作品
- ギリギリモザイク バコバコ乱交28（2007年5月7日、エスワン）
- 超淫らな絶品ボディー（2007年6月7日、プレミアム）
- ギリギリモザイク 淫らな肉体5（2007年7月7日、エスワン）
- 秘書のたくらみ 禁断の蜜はほのかに毒の匂い（2007年7月25日、ビーエムドットスリー）
- 穂花の誘惑フライト（2007年8月7日、プレミアム）
- プレミア女優のフェラチオBEST 1（2007年8月7日、プレミアム）
- DIGITAL CHANNEL DC41（2007年9月1日、アイデアポケット）
- 穂花センセイといっしょ。オトナの変態保育園（2007年10月7日、プレミアム）
- ギリギリモザイク 繰り返す昇天、壮絶アクメ。穂花、（2007年11月7日、エスワン）
- S1ガールズヒストリー 完全保存版S1期間限定作品集!2（2007年11月19日、エスワン） - 共演:蒼井そら、麻美ゆま、小澤マリア、あいだゆあ、青木りん、西野翔、松嶋れいな、鳴海すず、さくら紗希
- 永久保存版!ギリモザ特選セックス4時間（2007年11月19日、エスワン） - 共演:吉沢明歩、麻美ゆま、青木りん、美優千奈
- ハイパー×ギリギリモザイク 特殊浴場TSUBAKI8時間（2007年12月7日、エスワン） - 共演:蒼井そら、麻美ゆま、伊沢千夏、小川あさ美、片瀬まこ、果梨、西野翔、遥めぐみ、美優千奈、MO☆MO、吉沢明歩
- 誘惑女教師 〜第二章〜 穂花（2007年12月7日、プレミアム）

- 完全限定生産×ハイモザver2.1 ハイパーギリギリモザイクMV 穂花（2008年1月7日、エスワン）
- 穂花 ハイパープレミアデジタルモザイク8時間スペシャル（2008年1月7日、プレミアム）
- ハーレム・オブ・アマゾネス（2008年2月7日、プレミアム） - 共演:南波杏、如月カレン、春名えみ、蒼月ひかり、我那覇レイ、北崎未来、七瀬たまき、会沢みずほ、小坂ルリ、丸山茜、那月りの、響みりあ、浜名優
- PREMIUM STYLISH SOAP 〜プレミアムソープへようこそ〜（2008年3月7日、プレミアム）
- 情欲の女神 穂花 in ニューヨーク（2008年4月7日、プレミアム）
- S1 GIRLS COLLECTION ハイパーギリギリモザイク8時間（2008年4月19日、エスワン）
- 穂花先生の誘惑授業（2008年5月1日、アイデアポケット）
- 穂花M男責めスペシャル!（2008年6月7日、プレミアム）
- 穂花の誘惑インストラクター（2008年7月7日、プレミアム）
- BEAUTY VENUS 2（2008年8月1日、アイデアポケット） - 共演:恋小夜、松下怜
- ハイパープレミアデジタルモザイク8時間スペシャル VOL.2（2008年8月7日、プレミアム）
- 穂花グラマラス6本番スーパーラグジュアリー（2008年9月7日、プレミアム）
- 穂花が100%彼女目線でアナタとHな同棲生活。（2008年10月7日、プレミアム）
- 穂花’S 顔面騎乗スペシャル（2008年11月7日、プレミアム）
- 誘惑女教師〜第三章〜（2008年12月7日、プレミアム）

- Maximum 穂花（2009年4月24日、宇宙企画）

### オリジナルビデオ
- 鬼畜学園 転校してきた聖少女（2004年6月22日、TMC） - 主役 片岡真弓 役
- 暴行高速バス 欲望の雫（2004年8月2日、ENGEL） - 主役 かしこ 役
- Nipples（2006年2月24日、フルメディア） - 主役 樹里 役
- 温泉宿一発二日 艶子の湯（2006年10月24日、ティーエムシー）
- 温泉宿一発二日 艶子の湯 ひと夜だけの契り（2007年2月21日、ティーエムシー） - 共演:北川明花
- テレビばかり見てると馬鹿になる（2007年7月25日、ジェネオン エンタテインメント）
- 桃香クリニックへようこそ（2008年9月19日 エースデュースエンタテインメント） - 共演:みひろ、糸矢めい、綾瀬メグ、加藤neo

### ヌードイメージビデオ
- 裸体 穂花（2005年6月25日、シャッフル）